# Lidia Żmihorska
Lidia Żmihorska z domu Norek (ur. 21 stycznia 1935, zm. 28 kwietnia 2007) – polska malarka, pedagog i komisarz artystyczny plenerów i warsztatów twórczych, konsultant Warszawskiego Stowarzyszenia Plastyków, członek rzeczywisty Polskiego Związku Artystów Plastyków.

## Życiorys
Absolwentka Liceum Sztuk Plastycznych w Krakowie, studentka Czesława Rzepińskiego w Akademii Sztuk Pięknych w Krakowie. Studia ukończyła uzyskując dyplom w warszawskiej ASP w 1962 roku. Jako malarka uprawiała malarstwo olejowe, akwarelę, pastele i rysunek, a głównym tematem jej prac były polskie pejzaże. Swoje prace prezentowała na wielu wystawach indywidualnych w kraju, a także wystawach zbiorowych zagranicą.